# Aristida chapadensis
Aristida chapadensis är en gräsart som beskrevs av Carl Bernhard von Trinius. Aristida chapadensis ingår i släktet Aristida och familjen gräs. Inga underarter finns listade i Catalogue of Life.